# Astragalus pelecinus
Astragalus pelecinus é uma espécie de planta com flor pertencente à família Fabaceae.
A autoridade científica da espécie é (L.) Barneby, tendo sido publicada em Memoirs of The New York Botanical Garden 13: 26. 1964.

## Portugal
Trata-se de uma espécie presente no território português, nomeadamente os seguintes táxones infraespecíficos:
- Astragalus pelecinus subsp. pelecinus - presente em Portugal Continental e no Arquipélago da Madeira. Em termos de naturalidade é nativa das duas regiões atrás referidas. Não se encontra protegida por legislação portuguesa ou da Comunidade Europeia.